# Golfo Erebus y Terror
Erebus y Terror (en inglés: Erebus and Terror Gulf) es un golfo abierto del sector sudeste de la punta de la península Antártica. Está limitado al noreste por el archipiélago de Joinville, al oeste por la península Tabarín de la península Trinidad, y al sudoeste por el grupo de la isla James Ross. Entre el archipiélago de Joinville (isla Dundee) y la península Tabarín el estrecho Antarctic comunica con el estrecho de Bransfield o mar de la Flota, y entre la península Tabarín y el grupo de la isla James Ross (isla Vega) corre el canal Príncipe Gustavo.
La boca noreste se halla en los islotes Peligro (63°26′S 54°39′O / -63.433, -54.650) y la punta Moody o Rara (63°19′S 55°02′O / -63.317, -55.033) de la isla Joinville, y la boca sudoeste en el cabo Gorrochátegui (o cabo Wiman) en la isla Marambio (o Seymour a 64°12′S 56°37′O / -64.200, -56.617), separadas por 128 km. Limitan el golfo las islas Joinville, Dundee (separadas por el estrecho Active), Andersson (separada de la costa continental por el estrecho Yalour), Vega, James Ross (separadas por el estrecho Herbert), Cockburn, y Marambio. Estas dos últimas separadas de la isla James Ross por el estrecho Bouchard o paso Almirantazgo. La isla Paulet es una de las pocas interiores del golfo.
Recibió su nombre por los barcos HMS Erebus y HMS Terror utilizados por sir James Clark Ross en la exploración del área en 1842–1843, en la Expedición Erebus y Terror.
Esta región contiene icebergs tubulares, una gran concentración de hielos flotantes que cubren sus aguas en el verano austral. En el sector interior el hielo solo se abre en algunos veranos si se dan las condiciones glaciológicas favorables.